# Авілла (Індіана)
Авілла (англ. Avilla) — місто (англ. town) в США, в окрузі Нобл штату Індіана. Населення — 2438 осіб (2020).

## Географія
Авілла розташована за координатами 41°21′51″ пн. ш. 85°14′4″ зх. д. / 41.36417° пн. ш. 85.23444° зх. д. (41.364095, -85.234385).  За даними Бюро перепису населення США в 2010 році місто мало площу 3,84 км², уся площа — суходіл. В 2017 році площа становила 4,42 км², уся площа — суходіл.

## Демографія
Згідно з переписом 2010 року, у місті мешкала 2401 особа в 916 домогосподарствах у складі 593 родин. Густота населення становила 626 осіб/км².  Було 1016 помешкань (265/км²).
Расовий склад населення:
| - 98,3 % — білих - 0,7 % — чорних або афроамериканців - 0,2 % — азіатів |

До двох чи більше рас належало 0,6 %. Частка іспаномовних становила 1,5 % від усіх жителів.
За віковим діапазоном населення розподілялося таким чином: 27,0 % — особи молодші 18 років, 55,7 % — особи у віці 18—64 років, 17,3 % — особи у віці 65 років та старші. Медіана віку мешканця становила 36,2 року. На 100 осіб жіночої статі у місті припадало 87,0 чоловіків;  на 100 жінок у віці від 18 років та старших — 85,1 чоловіків також старших 18 років.
Середній дохід на одне домашнє господарство  становив 51 795 доларів США (медіана — 48 807), а середній дохід на одну сім'ю — 61 236 доларів (медіана — 61 607). Медіана доходів становила 49 118 доларів для чоловіків та 33 952 долари для жінок. За межею бідності перебувало 11,2 % осіб, у тому числі 10,4 % дітей у віці до 18 років та 15,0 % осіб у віці 65 років та старших.
Цивільне працевлаштоване населення становило 1117 осіб. Основні галузі зайнятості: виробництво — 37,2 %, освіта, охорона здоров'я та соціальна допомога — 15,8 %, роздрібна торгівля — 13,5 %.